# Spiralbindning

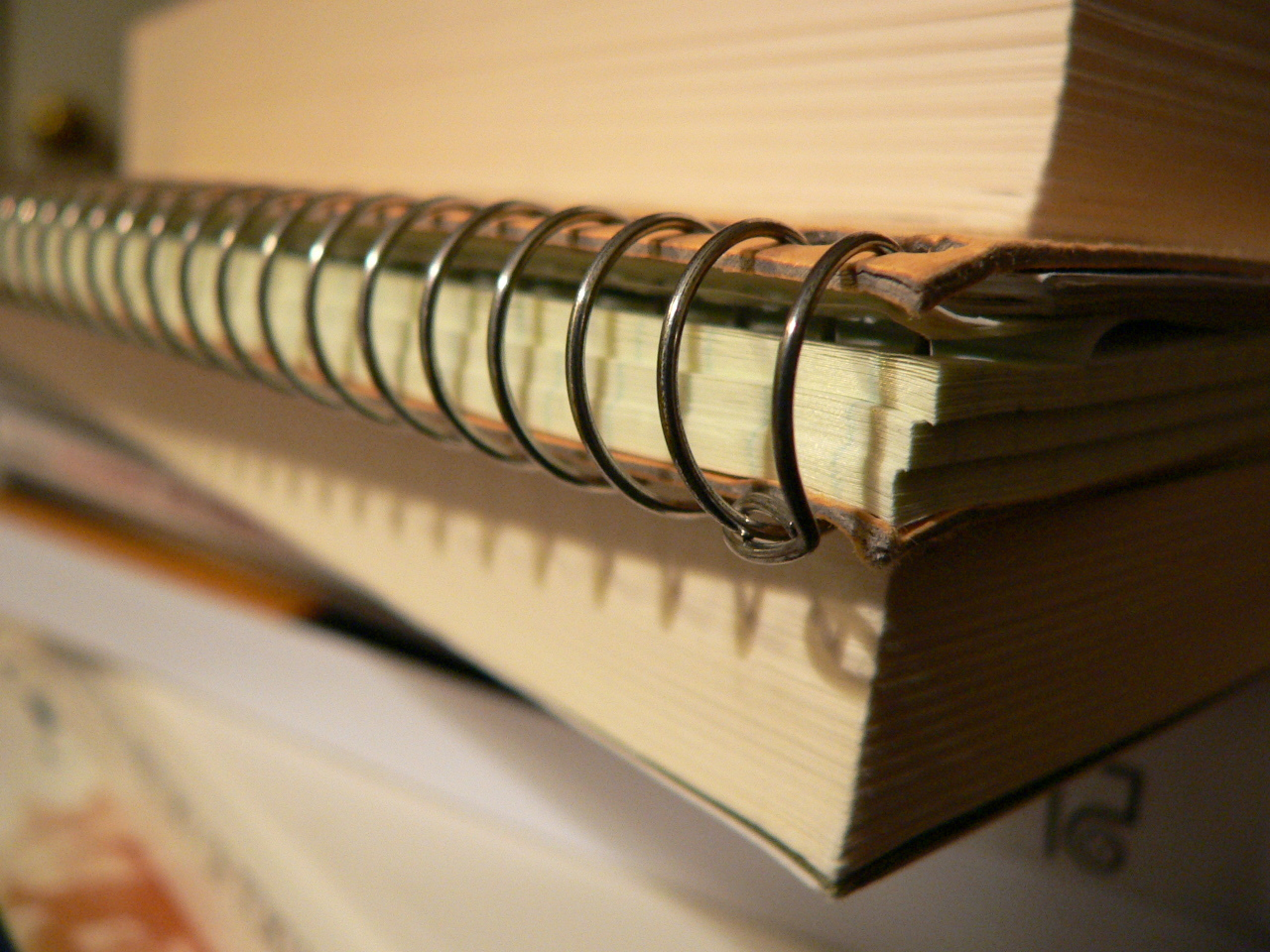
Närbild på ett ringbundet anteckningsblock.

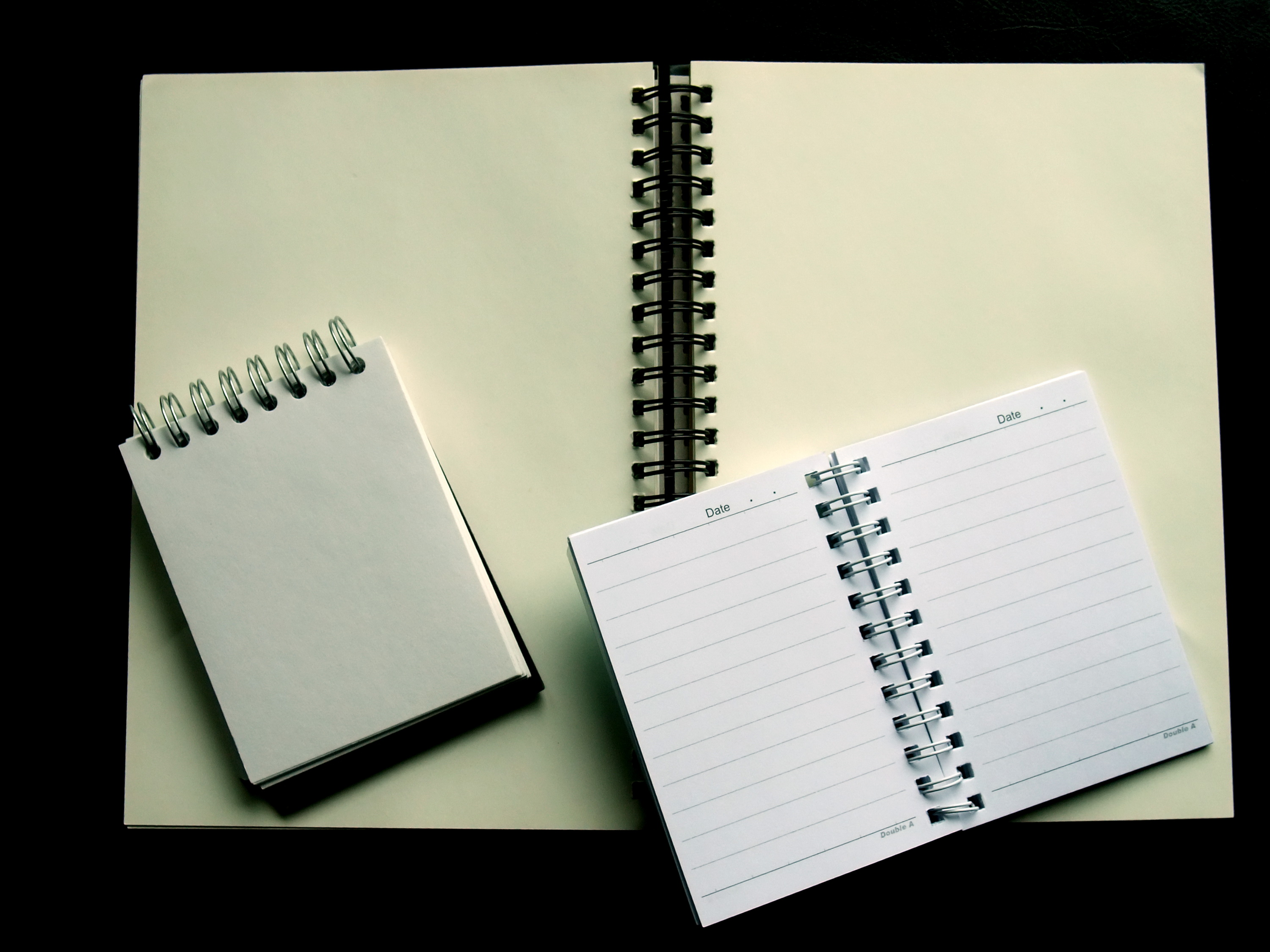
Tre ringbundna block i olika format.

Spiralbindning eller spiralrygg är ett sätt att binda samma sidor till en bok. Sidorna är perforerade och löper utmed en spiralformad rygg i plast eller metall. Denna bokbinderiteknik används både för tryckta böcker, fotoalbum och för olika former av skiss- och  anteckningsblock.
När och vem som uppfann spiralbindningen är oklart, men ofta nämns uppfinnaren Edward Podosek och året 1924. År 1932 förekommer annonser och en notis om spiralbundna böcker och skissblock i svenska dagstidningar. På 1930-talet signalerade metallspiralbindning modernitet och användes ofta för fotoböcker eftersom bilderna kunde tryckas utfallande på hela sidan.